# Sutthausen
Sutthausen è una frazione (Stadtteil) della città di Osnabrück, nel land della Bassa Sassonia, in Germania.

## Storia
Già comune autonomo, fu soppresso e incorporato a Osnabrück il 7 marzo 1970.